# ملکه سیاه
«ملکه سیاه» (به انگلیسی: The Black Queen) دهمین و آخرین قسمت از فصل اول سریال تلویزیونی درام فانتزی خاندان اژدها از اچ‌بی‌او است که نخستین بار در ۲۳ اکتبر ۲۰۲۲ پخش شد. این قسمت به نویسندگی خالق سریال رایان کندال و کارگردانی گرگ یاتانیس، دو روز پیش از پخش اصلی، به‌صورت آنلاین به بیرون درز کرد و در بین بسیاری از طرفداران در وب‌سایت‌های غیرقانونی تورنت به اشتراک گذاشته‌شد.
داستان این قسمت، ورود پرنسس رینیس به دراگون‌استون از کینگزلندینگ برای رساندن خبر درگذشت پادشاه ویسریس، تاج‌گذاری رینیرا و بحث در مورد متحدان احتمالی او را را به تصویر می‌کشد که سپس با فرستادن پسرش لوسریس به استورمز اِند برای دریافت تأیید بوروس باراتیون از سوی رینیرا به‌عنوان ملکه ادامه داده می‌شود. لوسریس، در کمال تعجب، با ایموند روبرو می‌شود، که منجر به یک تعقیب و گریز روی اژدهایان این دو شده و در نتیجه وگار، اژدهای ایموند، لوسریس و اژدهایش آراکس را می‌کشد.
این اپیزود تحسین گسترده منتقدان را دریافت کرد، و از نگارش، موسیقی متن، پایان نفس‌گیر و تنظیم برای فصل بعد، تمام سکانس در استومز اِند، و اجرای بازیگران، به ویژه اما دآرسی تمجید شده‌است.

## داستان
در دراگون استون، پرنسس رینیرا به پسرش لوسریس دلداری می‌دهد، زیرا نگران از روزی است که به ارباب دریفت‌مارک تبدیل خواهد شد. پرنسس رینیس درگذشت پادشاه ویسریس را به رینیرا و دیمون اطلاع می‌دهد و اینکه شاهزاده اِگان تاج‌وتخت را غصب کرده‌است. رینیرا به دلیل شوک وارد زایمان زودرس می‌شود و یک فرزند مرده به دنیا می‌آورد. دیمون معتقد است که ویسریس به قتل رسیده‌است و به دستور رینیرا برای جنگ آماده می‌شود. سِر اِریک کارگیل از راه می‌رسد و تاجِ پادشاه ویسریسِ فقید را به رینیرا تقدیم می‌کند. او سوگند وفاداری یاد می‌کند و دیمون رینیرا را ملکه اعلام می‌کند. تمام افراد حاضر به جز رینیس، زانو خم می‌کنند.
سِر آتو های‌تاور شرایط صلح اِگان و یادگاری از ملکه آلیسنت را می‌آورد؛ اگر رینیرا تسلیم شود، او و وارثانش دراگون استون و دریفت‌مارک را حفظ خواهند کرد و در دربار اِگان مناصب بالایی دریافت خواهند کرد؛ متحدان او نیز مورد عفو قرار خواهند گرفت. رینیرا از کشتن آتو توسط دیمون جلوگیری می‌کند و پاسخ خود را به تأخیر می‌اندازد. در خلوت، او وظیفهٔ خود را کنارگذاشتن جاه‌طلبیِ شخصی خود می‌داند تا به‌طور مسالمت‌آمیز قلمرو را در برابر تهدیدِ پیش‌بینی‌شده توسط رؤیای اِگان فاتح متحد کند. دیمون با عصبانیت واکنش نشان می‌دهد، او را خفه می‌کند و می‌گوید چیزی که پادشاه می‌سازد، اژدها است، نه رؤیا. رینیرا می‌گوید که پدرش ویسریس هرگز این رؤیا را با دیمون به اشتراک نگذاشته بود.
لرد کورلیس ولاریون تا حد زیادی از جراحات وارده در هنگام مبارزه موفقیت‌آمیز با تری‌آرچی در استپ‌اِستونز بهبود یافته‌است. رینیس او را متقاعد می‌کند تا با «سیاهان»، یعنی حامیانِ رینیرا، در میز نقاشی‌شده اعلام وفاداری کند. او پیشنهاد می‌کند که خطوط کشتیرانیِ کینگز لندینگ مسدود شود. شاهزاده جاکریس و لوسریس داوطلب می‌شود تا با اژدهایان خود وفاداریِ خاندان‌های اَرین، اِستارک و باراتیون را برای سیاهان به‌دست آورند. دیمون اژدهاسوارانِ بیشتری می‌خواهد و ورمیتور را بیدار می‌کند، اژدهایی که تقریباً به بزرگی وِگار است.
در حالی که جاکریس به ایری و وینترفل سفر می‌کند، لوسریس با اژدهای خود آراکس به استورمز اِند پرواز می‌کند تا با لرد بوروس باراتیون ملاقات کند، اما شاهزاده ایموند قبلاً در آنجا حضور دارد. لوسریس پیامِ رینیرا را به بوروس یادآوری می‌کند، که پدرش سوگند یاد کرده بود که از جانشینی او حمایت خواهد کرد. بوروس پیشنهاد اِگان را برای ازدواج ایموند با دخترش فاش می‌کند. بوروس از حمایت از رینیرا امتناع می‌کند، زیرا لوسریس قبلاً نامزد شده‌است و رینیرا در ازای آن هیچ پیشنهادی نداده‌است.
ایموند چشم لوسریس را به‌عنوان تلافی به خاطر اینکه سال‌ها پیش چشمش را بریده بود، می‌خواهد. لوسریس امتناع می‌کند و بوروس خونریزی زیر سقف خود را ممنوع اعلام می‌کند. لوسریس در طوفان با اژادهایش آراکس پرواز می‌کند، اما توسط ایموند و اژدهای او وگار تعقیب می‌شود. آراکس با سرپیچی از دستورات، وگار را می‌سوزاند و باعث می‌شود وگار لوسریس و آراکس را یکباره بکشد. ایموند که فقط قصد داشت لوسریس را بترساند، شوکه و مبهوت می‌شود. هنگامی که دیمون به رینیرا از مرگ لوسریس اطلاع می‌دهد، او ویران و خشمگین می‌شود.

## تولید

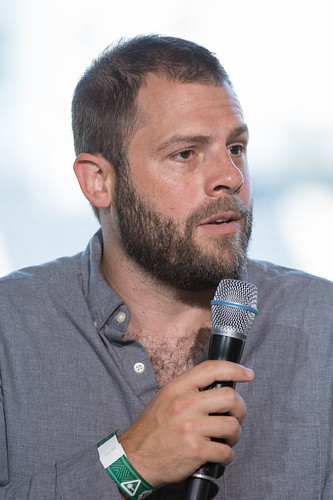
رایان کندال، مجری برنامه، قسمت پایانی فصل اول را نوشت.

### نویسندگی
«ملکه سیاه» توسط رایان کندال، شورانر و تهیه‌کننده اجرایی نوشته شد و چهارمین اثر فیلم‌نامه‌نویسی او برای این مجموعه پس از «وارثان اژدها»، «شاهزاده سرکش» و «دوم در نامش» است.

### فیلم‌برداری
کارگردانی این اپیزود بر عهدهٔ گرگ یاتانیس بوده که پس از «شاهزاده سرکش» و «دوم در نامش»، سومین بار او را به عنوان کارگردان این سریال تبدیل کرد.

### بازیگران
پس از مرگ شاهزاده لوسریس ولاریون، این قسمت نشان‌دهنده آخرین حضور الیوت گریهولت است.

## بازخورد

### رتبه‌بندی
حدود ۱٫۸۵ میلیون بیننده «ملکه سیاه» را در اولین پخش آن از اچ‌بی‌او در ۲۳ اکتبر ۲۰۲۲ تماشا کردند.

### پاسخ انتقادی

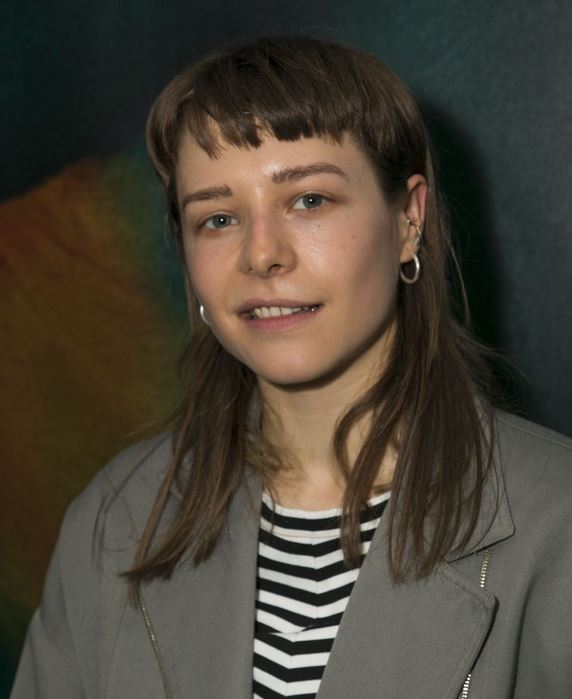
دآرسی برای بازی خود در این قسمت مورد تحسین منتقدان قرار گرفت.

این قسمت با استقبال گسترده منتقدان مواجه شد. در وبسایت بازبینی‌خوانی راتن تومیتوز، ۹۰٪ از ۳۰ بررسی منتقدین مثبت است و این قسمت میانگینِ امتیاز ۸٫۵/۱۰ را در اختیار دارد. اجماع این وب‌سایت چنین می‌نویسد: «ملکه سیاه» که با رقصی دیدنی و غم‌انگیز از اژدهایان در میان طوفان به اوجِ خود می‌رسد، از نظر بصری یک تصویر فوق‌العاده برای فصل افتتاحیه خاندان اژدها است.
این قسمت امتیاز ۵ از ۵ ستاره را از تام پرسیوال از دیجیتال فیکس، ۴٫۵ از ۵ ستاره را از سوی الک بوجلاد از دن آف گیک، مالی ادواردز از گیمزریدار+ و الیور واندروورت از گیم‌رانت، و ۴ از ۵ ستاره از اد پاور از دیلی تلگراف و هیلاری کلی از والچر دریافت کرد. پرسیوال گفت که این پایانی نفس‌گیر و قانع‌کننده بود که فصل اول را ادامه داد و یک نتیجه عالی برای آن بود. ادواردز در حکم خود نوشت: «قسمت پایانی، با اژدهایان، فاجعه‌ها، و نقش‌آفرینی‌های عالیِ بازیگران، یکی دیگر از اپیزودهای عالی است.» پاور در نقد خود اظهار داشت: «خاندان اژدها با پایان فصل خود، به‌طور قاطع تاج [...] را تصاحب کرده و بدون زحمت باتوم بازی تاج‌وتخت را به دست گرفته‌است. با پایین‌آمدن پردهٔ نخستین فصل، تأیید می‌شود که این سریال پتانسیل آن را دارد که تا جایی که بازی تاج‌وتخت در بهترین حالت خود اوج گرفته بود، بالا برود». هلن اوهارا در نقد آی‌جی‌ان به آن نمرهٔ «شگفت‌انگیز» ۹ از ۱۰ داد و در حکم خود نوشت: «فصل اول خاندان اژدها گاهی کند بود، اما تأثیر این پایان احساسی نشان می دهدکه تمام آن پایه‌گذاری‌ها به شخصیت‌هایی انجامیده که لیاقت اهمیت‌دادن و صرف زمان را دارند. این قسمت همچنین رقص اژدهایان را به‌طور جدی با بهترین صحنهٔ اکشن فصل آغاز می‌کند.» اریک کین از فوربز آن را «پایانی فوق‌العاده و قدرتمند» خواند و گفت که «فراتر از هر انتظاری بود». کامرون فرو از دکسرتو آن را «نفس‌گیر» دانست و در کل سریال را «بهترین نمایش تلویزیونی سال ۲۰۲۲» دانست.
منتقدان عملکرد بازیگران، به ویژه دآرسی، گریهولت، میچل، و اسمیت، را ستودند. اجرای دآرسی به عنوان برجسته‌ترین بخش این اپیزود مورد توجه قرار گرفت. جرمی اگنر از نیویورک تایمز اجرای او را «درخشنده» یافت، پل دیلی از تی‌وی فنتیک آن را «یکی از برجسته‌ترین اجراها در تاریخ این فرنچایز» دانست، در حالی که لیست لانوزا سانز از کامیک بوک ریسورسز آن را «لایق جایزهٔ امی» دانست. صحنه‌های خاصی که توسط منتقدان برجسته شدند، شامل تاج‌گذاری رینیرا به عنوان ملکه، تمامی سکانس در اِستورمز اِند، به خصوص ایموند در تعقیب لوسریس در میان باران و طوفان، و صحنه پایانی، اعلام شدند. چندین منتقد تغییر در شخصیت پردازی ایموند از منبع اصلی را ستایش کردند، زیرا او قصد کشتن لوسریس را نداشت. بوجلاد به این تصمیم به عنوان راهی برای انسانی‌کردن ایموند اشاره کرد. دیگر جنبه‌های این اپیزود که توسط منتقدان برجسته شد شامل کارگردانی یایتانس، موسیقی جوادی، و تنظیم برای فصل دوم بود.